# 허민 (1976년)
허민(1976년 3월 17일 ~ )은 대한민국의 전 야구 선수이다.
현재 소셜 커머스 사이트인 위메프의 대주주이며 해체된 고양 원더스의 구단주였다.
그의 할아버지는 조선민주주의인민공화국 최초의 고무 공장을 세운 인물이었고, 아버지는 부산중학교, 부산고등학교 야구 선수 출신이었다.

## 선수 시절

### 아마추어 시절
부산 대동고등학교 야구부에서 투수를 맡았다. 2학년 때 무리한 연습으로 관절순이 손상되어 어깨를 다쳤다. 1995년 서울대학교 공업화학섬유고분자화학공학과군에 입학 후 서울대학교 야구부에서 투수로 활약했다.

### 미국 독립야구 시절
2013년 미국 캔암 리그 팀인 락랜드 볼더스에 정식 선수로 진출하여 화제가 됐다. 배번은 23번이었다. 90km/h 초반 구속의 너클볼을 주무기로 하며, 투심, 포심을 함께 구사한다.
2014년 5월 27일 퀘백 캐피탈스와의 경기에 선발 등판해 6이닝 10피안타, 4볼넷, 1탈삼진, 6실점을 기록하며 입단 8개월 만에 첫 승을 달성했다.

## 기업가 & 구단주 시절
서울대학교 최초로 비운동권 총학생회장이며 버클리 음악 대학 출신이다. 2001년에 5명의 친구와 벤처 회사인 게임 업체 네오플을 설립했고 2005년에 출시한 던전앤파이터의 대성공으로 성공한 기업가의 반열에 올랐다. 2006년과 2008년에 온라인 게임 업체 네오플의 지분을 NHN과 넥슨에 각각 양도해 수천억원 대의 자산가가 됐다. 재벌이 된 뒤 미국으로 건너가 원조 너클볼러로 유명한 필 니크로에게 너클볼을 배웠다. 2008년에는 KBO에 현대 유니콘스를 인수하고 싶다는 뜻을 전했으나 뜻을 이루지 못했다.
2009년에는 서울시 강남구 대치동 소재 미래에셋타워를 800억원대에 인수해 세간의 주목을 받았고, 2010년 나무인터넷(위메이크프라이스 운영 업체, 현 위메프)을 설립했다. 2011년 9월 15일, 한국야구위원회와 독립 팀 고양 원더스 창단 업무협약(MOU)을 체결함으로써 구단주의 꿈을 이뤘다.“대학 졸업 뒤 사업을 시작할 때 미래 목표가 세 가지”였다고 하는데 그 중 하나가 ‘프로 야구 팀을 만들겠다’라고 밝혔다. 김성근을 감독으로 영입해 화제가 됐고 2년간 2군 리그 교류전에서 5할대의 승률을 기록하며 이후 2012년 5명, 2013년 12명, 2014년 5명 등 총 22명의 선수들을 KBO 소속 프로 구단으로 이적시켰다. 2012년 일구회 시상식에서 고양 원더스 창단 공로를 인정받아 일구대상을 수상했다. 그러나 2014년 9월, 3년간 고양 원더스를 운영하면서 초기 창단을 제의했던 KBO와 구단 운영에 대한 방향이 다르다는 점을 확인하고 2014년 시즌을 끝으로 야구단 해체를 결정했다.
2013년 7월 25일, 위메프의 대표직에서 사퇴했다.

## 논란
- 2019년 6월 2일에 한 팬이 SBS 8 뉴스에 영상을 제보하였는데, 그가 퇴근하려던 키움 히어로즈 2군 선수들을 불러 모아 캐치볼하러 가라며 지시해 논란이 됐다. 이에 프로야구 선수협회는 이를 계약 위반이라며 주장했다.[4] 그리고 2020년 10월 8일에 키움 히어로즈의 감독이었던 손혁이 자진 사퇴했는데  관계자가 "손혁 감독이 그 등 구단 수뇌부의 지나친 경기 개입에 힘들어했다"고 밝힌 바[5], 그가 손혁을 사퇴하게 만들었다는 주장이 수면 위로 떠올랐으며, 이순철 해설위원, 허구연 해설위원 등 야구계 관계자들 역시 그가 손혁을 사퇴하게 만들었다고 주장하고 있다. 얼마 지나지 않아서 SBS는 그가 1군 선수들과도 이른바 '야구놀이'를 했다고 단독 보도했고[6], 이후 많은 언론사들이 그가 키움 히어로즈에서 자신의 권력을 이용하여 전횡하고 있다는 식으로 보도했다.

## 통산 기록
| 년도 | 소속팀        | 평균자책 | 경기수 | 승 | 패 | 세 | 홀드 | 완투 | 완봉 | 이닝 | 피안타 | 피홈런 | 4사구 | 탈삼진 | 실점 | 자책점 | WHIP | 피안타율 | 비고 |
| ---- | ------------- | -------- | ------ | -- | -- | -- | ---- | ---- | ---- | ---- | ------ | ------ | ----- | ------ | ---- | ------ | ---- | -------- | ---- |
| 2013 | 락랜드 볼더스 | 15.00    | 1      | 0  | 1  | 0  | 0    | 0    | 0    | 3    | 5      | 1      | 4     | 0      | 5    | 5      | 2.33 | .333     |      |
| 통산 | 1시즌         | 15.00    | 1      | 0  | 1  | 0  | 0    | 0    | 0    | 3    | 5      | 1      | 4     | 0      | 5    | 5      | 2.33 | .333     |      |